# Drist
Drist é uma banda de rock alternativo de San Francisco Bay, Califórnia, formada em 1997. Drist é uma palavra de Língua galesa, e pode ser traduzida como 'triste' ou 'tristeza'. É mundialmente conhecida pelas músicas Decontrol e Arterial Black, presentes nos jogos de Video game Guitar Hero e Guitar Hero II, respectivamente.
O título de seu primeiro álbum, Bitter Halo (2002), significa Auréola Amarga. Em entrevista, Yen comenta que o título se deve a "um resumo geral do que o álbum continha. Quando escrevi as músicas, meus pensamentos estavam baseados na noção de que, as vezes, as pessoas lutam por ideais que são derivados de pensamentos negativos". 
Marcus Henderson saiu da banda em 2006, após o lançamento de Orchids and Ammunition, seguindo carreira solo, especializando-se inclusive em músicas para jogos eletrônicos. 
Henderson foi substituído, e atualmente, os integrantes continuam em atividade, compondo a banda de Hard Rock State Line Empire. 

## Membros
- Tyson Yen - Vocais
- Josh Stinson  - Guitarra
- Dave Pearl - Baixo
- Chris Koenig  - Bateria

### Álbuns
- Bitter Halo - 2002
- Stripped (EP) - 2004
- Orchids and Ammunition - 2006
- Science of Misuse - 2009